# Schreiner (Familienname)
Schreiner ist der Familienname folgender Personen:

## Herkunft und Bedeutung
Der Familienname entstand aus der Berufsbezeichnung Schreiner.

## Namensträger

### A
- Adelheid Schreiner (* 1942), deutsche Politikerin (Bündnis 90/Die Grünen), MdL Niedersachsen
- Adolf von Schreiner (1823–1899), österreichischer Beamter und Eisenbahnmanager
- Adolf Schreiner (Komponist) (1847–1921), deutscher Komponist
- Albert Schreiner (Historiker) (1892–1979), deutscher Historiker
- Albert Schreiner (Geologe) (1923–2016), deutscher Geologe
- Alfred Schreiner (1954–2024), österreichischer Gewerkschafter und Politiker (SPÖ)
- Andreas Schreiner (Schiedsrichter), deutscher Basketballspieler, -schiedsrichter und Mediziner
- Andreas Schreiner (Autor) (* 1965), österreichischen Schriftsteller
- Annemarie Schreiner (* 1914), deutsche Schauspielerin
- Anton Schreiner (1873–1932), österreichischer Ziegeleiunternehmer und Politiker (CS)
- Axel T. Schreiner (* 1947), deutscher Informatiker

### B
- Bernard Schreiner (Politiker, 1937) (* 1937) französischer Politiker (RPR-UMP)
- Bernard Schreiner (Politiker, 1940) (1940–2002), französischer Journalist und Politiker (PS)
- Bernhard Schreiner (* 1971), deutscher Installationskünstler

### C
- Carl Schreiner (Schauspieler) (1869–1931), deutscher Schauspieler
- Carl Moritz Schreiner (1889–1948), deutscher Bildhauer
- Carrie Schreiner (* 1998), deutsche Automobilrennfahrerin
- Claus Schreiner (* 1943), deutscher Musikproduzent und -publizist
- Clemens Maria Schreiner (* 1989), österreichischer Kabarettist
- Conrad Schreiner (1829–1895), Bürgermeister und Abgeordneter
- Curt Schreiner (* 1967), US-amerikanischer Biathlet

### D
- Daniel Schreiner, bekannt als Daniel Arcularius (~1540–1596), deutscher lutherischer Theologie und Hochschullehrer
- Daniel Schreiner (Politiker) (* 1980), deutscher Politiker (SPD)
- Daniel Schreiner (Fußballspieler) (* 1986), österreichischer Fußballspieler

### E
- Edith Schreiner (* 1957), deutsche Politikerin, Oberbürgermeisterin von Offenburg
- Emanuel Schreiner (* 1989), österreichischer Fußballspieler
- Emil Schreiner (1831–1910), norwegischer Klassischer Philologe und Lehrer
- Erich Schreiner (* 1950), österreichischer Politiker (FPÖ)
- Ernst Schreiner (1879–1943), deutscher Buchhändler und Schriftsteller
- Eusebius Schreiner (~1600–1663), österreichischer Musiker und Kirchenkomponist
- Evelyn Deutsch-Schreiner (* 1955), österreichische Theaterwissenschaftlerin, Dramaturgin und Hochschullehrerin

### F
- Felix Schreiner (* 1986), deutscher Politiker (CDU), MdL
- Frank Schreiner (Wasserballspieler) (1879–1937), US-amerikanischer Wasserballspieler
- Frank Schreiner (* 1959), deutscher Autorendesigner des Neuen Deutschen Design, siehe Stiletto (Künstler)
- Franz Schreiner (Mediziner) (* 1958),
- Franz Schreiner (Politiker) (1911–1992), österreichischer Politiker
- Franz Schreiner (Fußballspieler) (* 1964), deutscher Fußballspieler
- Franz Nono Schreiner (* 1948), österreichischer Komponist und Schriftsteller
- Franziska Schreiner (* 2001), deutsche Tischtennisspielerin
- Friedrich Schreiner (Schriftsteller) (1923–2022), deutscher Dramatiker und Lyriker
- Friedrich Karl Gustav von Schreiner (auch Fritz von Schreiner; 1863–1910), österreichisch-deutscher Dirigent
- Friedrich Wilhelm Schreiner (1836–1922), deutscher Maler
- Fritz Schreiner (1890–unbekannt), deutscher Radrennfahrer

### G
- Georg Schreiner (1914–1990), österreichischer Politiker (ÖVP)
- Gerd Schreiner (* 1970), deutscher Politiker (CDU)
- Gerhard Schreiner (1907–1983), deutscher Politiker (ZENTRUM, FDP), MdL Baden-Württemberg
- Gerth Schreiner (1892–1940), deutscher Journalist
- Gudrun Schreiner (1932–2012), deutsche Bildhauerin
- Gustav von Schreiner (Diplomat) (1821–1886), österreichischer Diplomat
- Gustav Schreiner (Politiker) (1847–1922), österreichischer Jurist und Politiker (DnP)
- Gustav Franz Xaver von Schreiner (1793–1872), österreichischer Jurist, Statistiker, Staatswissenschaftler und Politiker

### H
- Hanns Schreiner (1930–2016), deutscher Verwaltungsbeamter
- Hans Schreiner (Fotograf) (1905–1961), deutscher Journalist und Fotograf
- Hans Schreiner (Maler) (1930–2023), deutscher Maler
- Hans Schreiner (Politiker), deutscher Politiker (FWG), Bürgermeister von Bockhorn
- Heinrich Schreiner (1927–2009), deutscher Volkswirt, Ministerialbeamter und Politiker (CDU)
- Helmut Schreiner (* 1939), deutscher Unternehmer, siehe Schreiner Group
- Helmut Schreiner (1942–2001), österreichischer Politiker (ÖVP), Salzburger Landtagsabgeordneter
- Helmuth Schreiner (1893–1962), deutscher Theologe
- Henriette Schreiner (* 1988), deutsche Musicaldarstellerin und Singer-Songwriterin
- Hermann Schreiner (* 1993), argentinischer Cellist
- Horst Schreiner (1921–2002), deutscher Materialwissenschaftler
- Hubert Schreiner (* 1949), österreichischer Basketballtrainer
- Huong Schreiner (* 1994), deutsche Tischtennisspielerin

### J
- Jan Schreiner (* 1984), deutscher Jazzmusiker
- Jennifer Schreiner (* 1976), deutsche Schriftstellerin
- Johan Schreiner (1903–1967), norwegischer Historiker
- Johann Schreiner (Geistlicher) (1487–1552), deutscher Geistlicher
- Johann Schreiner (Biologe) (* 1952), deutscher Biologe
- Johann Baptist Schreiner (1866–1935), deutscher Bildhauer
- Johann Georg Schreiner (1801–nach 1863), deutscher Maler, Zeichner und Lithograf
- Jörg Schreiner (* 1974), deutscher Musiker und Schriftsteller
- Josef Schreiner (Unternehmer) (Josef Johann Nepomuk Schreiner; 1821–1880), österreichischer Brauereiunternehmer
- Josef Schreiner (Skilangläufer), deutscher Skilangläufer
- Josef Schreiner (Theologe) (1922–2002), deutscher Theologe
- Jumbo Schreiner (Thomas Schreiner; * 1967), deutscher Schauspieler und Moderator

### K
- Karin von Schweder-Schreiner (* 1943), deutsche Übersetzerin
- Karl Schreiner (Politiker, 1860) (1860–1916), österreichischer Politiker und Gartenarchitekt
- Karl Schreiner (Politiker) (1911–1979), deutscher Lehrer und Politiker, MdL Bayern
- Karl Schreiner (Jurist) (1927–1990), österreichischer Jurist und Strafvollzugsbeamter
- Karl Heinz Schreiner (* 1952), deutscher Brigadegeneral
- Klaus Schreiner (Museologe) (1929–1991), deutscher Museologe und Historiker
- Klaus Schreiner (Historiker) (1931–2015), deutscher Mittelalterhistoriker
- Klaus Schreiner (Fußballspieler) (* 1954), deutscher Fußballspieler
- Klaus Schreiner (Technikwissenschaftler) (* 1956), deutscher Technikwissenschaftler und Hochschullehrer
- Klaus H. Schreiner (* 1959), deutscher Historiker und Asienwissenschaftler
- Klaus Peter Schreiner (1930–2017), deutscher Kabarettist und Autor
- Knut Schreiner (* 1974), norwegischer Gitarrist
- Konrad Schreiner (* 1921), deutscher Fußballspieler
- Kristian Schreiner (1874–1957), norwegischer Anatom und Anthropologe
- Kurt Schreiner (1924–2003), deutscher Fußballspieler und -trainer

### L
- Lea Schreiner (* 1995), deutsche Kraftdreikämpferin
- Liselotte Schreiner (1904–1991), österreichische Schauspielerin
- Lorenz Schreiner (1920–2008), deutscher HNO-Arzt und Hochschullehrer
- Lothar Schreiner (1925–2015), deutscher Missions- und Religionswissenschaftler und Hochschullehrer
- Ludwig Schreiner (Architekt) (1838–1892), deutscher Architekt
- Ludwig Schreiner (Kunsthistoriker) (1928–1984), deutscher Kunsthistoriker

### M
- Manja Schreiner (* 1978), deutsche Politikerin (CDU), Lobbyistin und Juristin
- Margit Schreiner (* 1953), österreichische Schriftstellerin
- Martin Schreiner (Religionspädagoge) (* 1958), deutscher Religionspädagoge und Hochschullehrer
- Martin Mordekhai Schreiner (1863–1926), ungarisch-deutscher Religionswissenschaftler und Rabbiner
- Michael Schreiner (Schauspieler) (1950–2019), deutscher Schauspieler
- Michael Schreiner (Mathematiker) (* 1966), deutscher Mathematiker
- Moritz von Schreiner (1824–1911), österreichischer Jurist und Politiker

### N
- Nicolai von Schweder-Schreiner (* 1967), deutscher Übersetzer und Musiker
- Nikolaus Schreiner (1914–2007), deutscher Politiker (SPD)

### O
- Olive Schreiner (1855–1920), südafrikanische Schriftstellerin
- Ottmar Schreiner (1946–2013), deutscher Jurist und Politiker (SPD)
- Otto Schreiner (1816–1898), deutscher Politiker

### P
- Patrick Schreiner (Politikwissenschaftler) (* 1978), deutscher Politikwissenschaftler und Publizist
- Patrick Schreiner (Theologe) (* 1984), US-amerikanischer Theologe, Autor und Hochschullehrer
- Paul Schreiner (1928–2021), italienisch-jugoslawischer Holocaustüberlebender
- Peter Schreiner (Heimatforscher) (1937–2014), deutscher Heimatforscher
- Peter Schreiner (Byzantinist) (* 1940), deutscher Byzantinist
- Peter Schreiner (Indologe) (* 1945), deutscher Indologe
- Peter Schreiner (Fußballspieler) (* 1952), deutscher Fußballspieler
- Peter Schreiner (Fußballtrainer) (* 1953), deutscher Fußballtrainer
- Peter Schreiner (Erziehungswissenschaftler) (* 1955), deutscher Theologe und Erziehungswissenschaftler
- Peter Schreiner (Regisseur) (1957–2023), österreichischer Regisseur und Kameramann
- Peter Schreiner (Schauspieler), deutscher Schauspieler
- Peter Schreiner (Motorsportler) (* 1964), deutscher Motorsportler
- Peter Schreiner (Chemiker) (* 1965), deutscher Chemiker
- Peter Schreiner (Schachspieler) (* 1992), österreichischer Schachspieler
- Philipp Schreiner (1846–1914), deutscher Naturwissenschaftler, Lehrer und Politiker (NLP), MdR

### R
- Ralf Schreiner (* 1969), deutscher Tischtennisspieler
- Roswitha Schreiner (* 1965), deutsche Schauspielerin
- Rudolf Schreiner (1885–1953), deutscher Architekt

### S
- Sebastian Schreiner (* 1984), österreichischer Filmeditor und visueller Künstler
- Stefan Schreiner (* 1947), deutscher Theologe, Religionswissenschaftler und Hochschullehrer

### T
- Theodor Schreiner (Geistlicher) (1908–2000), deutscher Pfarrer und Vereinsfunktionär
- Theodor Schreiner (Unternehmer), deutscher Unternehmensgründer, siehe Schreiner Group
- Thomas Schreiner, bekannt als Jumbo Schreiner (* 1967), deutscher Schauspieler und Moderator
- Thomas Schreiner (Basketballspieler) (* 1987), österreichischer Basketballspieler

### W
- Walter Schreiner (* 1963), deutscher Bildhauer und Installationskünstler
- Werner Schreiner (Künstler) (1927–1960), deutscher Bildhauer
- Werner Schreiner (Fußballspieler, 1938) (1938–2023), deutscher Fußballspieler
- Werner Schreiner (Historiker) (* 1947), deutscher Historiker und Verkehrswissenschaftler
- Werner Schreiner (Fußballspieler, 1960) (1960–2018), deutscher Fußballspieler
- Werner E. Schreiner (1921–2017), Schweizer Mediziner
- Wilhelm Schreiner (1889–1943), deutscher Theologe und Marineschriftsteller
- William Philip Schreiner (1857–1919), südafrikanischer Politiker
- Wiltrud Schreiner (* 1967), österreichische Schauspielerin
- Wolfgang Schreiner (* 1957), deutscher Fußballspieler

### Y
- Yunli Schreiner (* 1965), deutsche Tischtennisspielerin